# 胡邦胜
胡邦胜（1965年9月—），男，汉族，江苏连云港人，中华人民共和国政治人物。现任中国作家协会主席团委员、党组成员、书记处书记。